# Stazione di Talamone
Stazione di Talamone vasútállomás Olaszországban, Orbetello településen.

## Vasútvonalak
Az állomást az alábbi vasútvonalak érintik:
- Pisa–Róma-vasútvonal

## Kapcsolódó állomások
A vasútállomáshoz az alábbi állomások vannak a legközelebb:
- Stazione di Albinia
- Stazione di Alberese